# Månskensgurami
Månskensgurami (Trichogaster microlepis) är en fiskart som först beskrevs av Albert Günther, 1861.  Månskensgurami ingår i släktet Trichogaster och familjen Osphronemidae. IUCN kategoriserar arten globalt som livskraftig. Inga underarter finns listade i Catalogue of Life.